# Registre généalogique

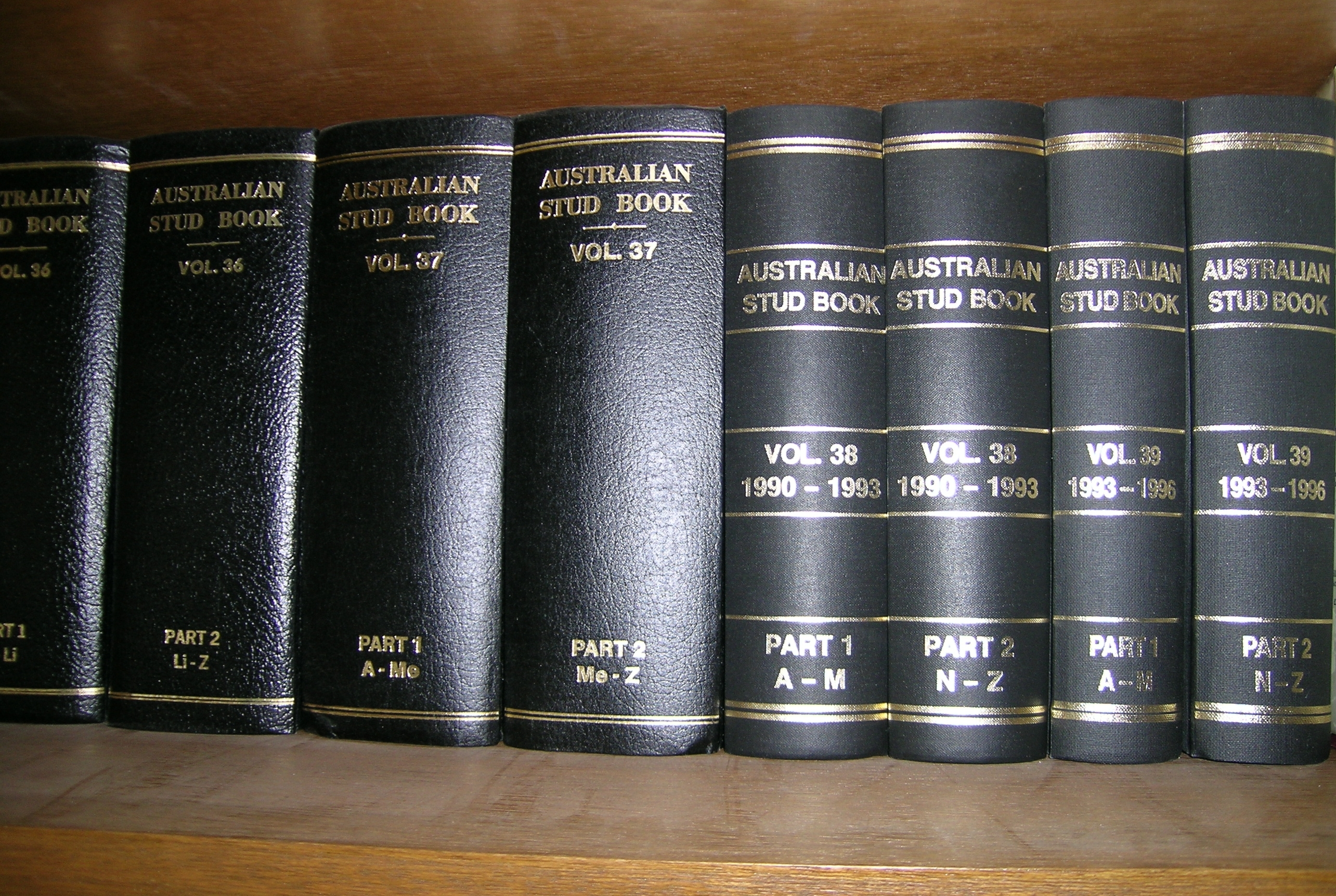
Des registres australiens.

Le registre généalogique, ou livre d'origine, est un registre de recensement d'animaux appartenant à une certaine espèce, sous-espèce, race ou lignée, et dont les parents sont connus. Il existe pour presque toutes les races d'espèces domestiquées : bovines (herd-book), ovines (flock-book), porcines, équines (stud-book), canines, etc.
Un animal inscrit sur le registre possède son propre code d'identification à la race constituant la preuve de son appartenance à la race, c'est le pedigree. Les animaux sont généralement enregistrés par leur éleveur quand ils sont encore jeunes.

## Histoire

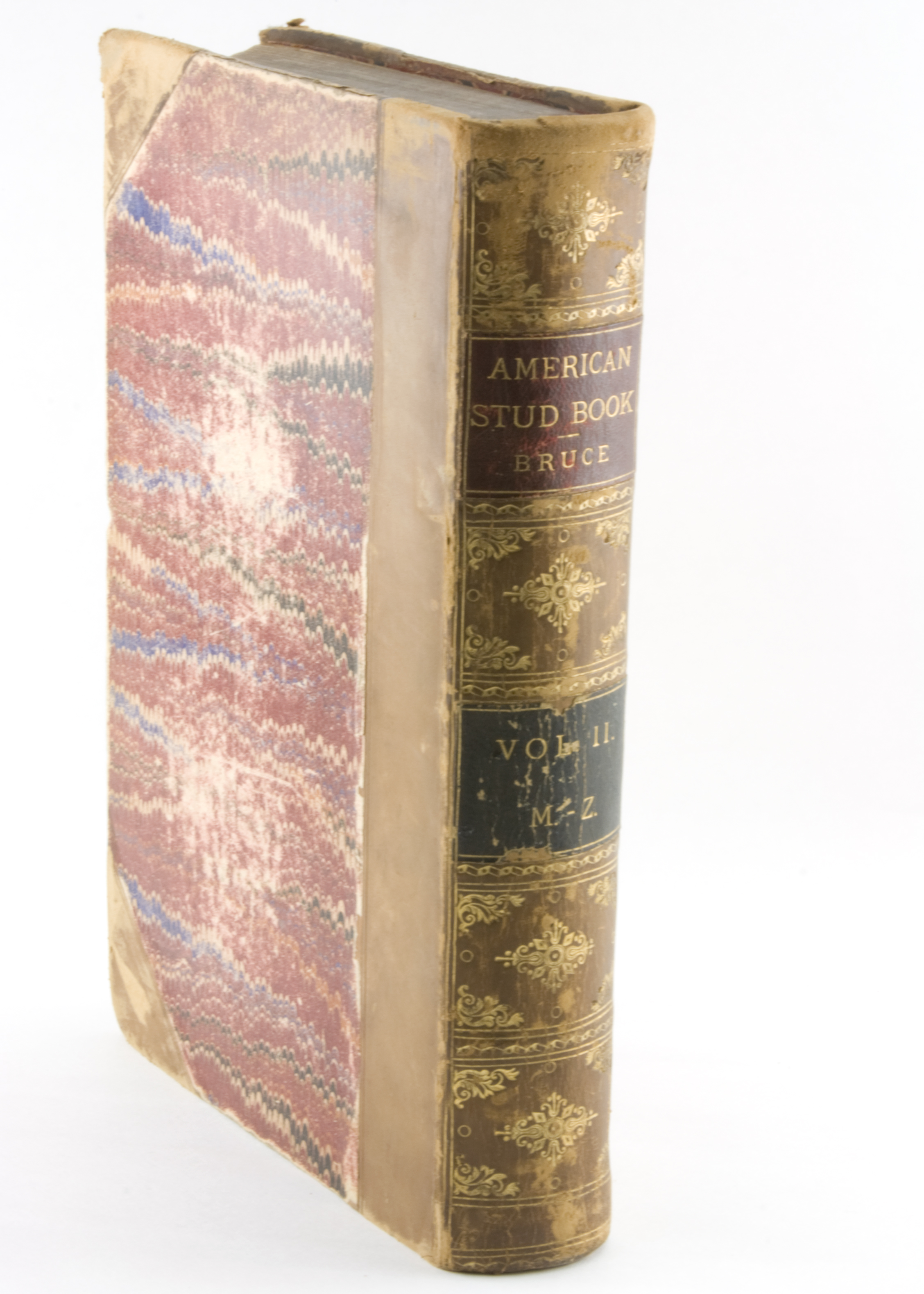
Un volume du registre américain de 1873 dédié aux purs-sangs.

Depuis très longtemps, des textes mettent en avant les qualités des animaux venant d'une région précise. César mentionne le cheval de Camargue, le boulonnais ou le shire; les bœufs du limousin ou du charolais étaient connus pour leur puissance; les meutes de chiens de certains princes étaient très réputées.
Au XVIIIe siècle, les éleveurs anglais, soucieux de valoriser leurs reproducteurs, vont créer des races. Le herd-book devient un registre capable de prouver l'origine génétique d'un individu et ainsi de valoriser ses qualités de reproducteur améliorateur.
La mode est lancée. Elle va donner un grand nombre de herd-books dont un certain nombre sera abandonné, certaines races n'ayant pas prouvé leur rentabilité.
Aux races « productives » est venue s'ajouter depuis quelques décennies une mode de races d'agrément. Les animaux sont sélectionnés sur des critères de taille (races naines) ou de beauté (races ornementales). D'abord initiés chez les chiens et chats, on trouve aujourd'hui des vaches, des poules et même des cochons sélectionnés pour l'agrément.
Ces dernières années, en Europe, il ne se crée plus guère de races bovines ou ovines. Certains éleveurs pratiquent des croisements « améliorateurs » sur leur élevage, mais les individus ne sont pas destinés à créer une autre race.
Sur d'autres continents, la création de races est en plein essor. Aux États-Unis, des ranchs privés travaillent la génétique de leur troupeau bovin avec l'essai de nombreux reproducteurs. Lorsque quelques individus donnent satisfaction, leur descendance est testée et multipliée afin de créer une race et de pouvoir vendre des reproducteurs.

## Les animaux concernés

### Animaux domestiques
Il existe des registres d'élevage pour de nombreuses espèces d'animaux, par exemple les chiens, les chats ou les chevaux. Ces stud books servent principalement à conserver des lignées pures ou à sélectionner des traits particuliers.

#### Équidés
Les registres d'équidés servent à recenser, comptabiliser et gérer les populations d'équidés domestiques, en France, ils sont tenus par les Haras Nationaux français. Depuis 2007, tous les chevaux présents sur le sol français sont soumis à une obligation de suivi par puce électronique.
Les registres d'élevage, ou livres des origines, sont destinés aux races équines et asines, et les registres répertorient les individus issus de croisements et non reconnus en tant que races.

### Animaux sauvages
L'EAZA maintient aussi des registres d'élevage ESB pour suivre les espèces sauvages captives montrées au public. Ces registres d'élevage servent principalement à conserver en captivité des espèces disparues ou en voie de disparition à l'état sauvage.

## Les types de registres généalogiques

### Fermé
Dans un registre généalogique fermé, les parents doivent aussi être enregistrés dans le même registre ou un autre registre reconnu. Cela garantit que l'individu est de lignée pure. Les animaux acceptés par le registre avant sa fermeture sont connus comme le cheptel de fondation. Ensuite tous les animaux issus de ce registre fermé sont des descendants du cheptel de fondation.

### Ouvert
Dans un registre généalogique ouvert, les animaux peuvent être enregistrés sans que leurs parents ne soient eux-mêmes enregistrés dans un registre. Ceci permet aux éleveurs de renforcer certaines lignées, en ajoutant des individus sélectionnés pour certaines caractéristiques d'apparence (robe, apparence, vigueur).

### Appendix
Certains registres ouverts ou partiellement ouverts peuvent permettre aux animaux qui ont certaines mais pas toutes les qualités requises pour une homologation complète d'être saisis dans un système d'enregistrement préliminaire, souvent appelé un « appendix ». Le plus notable est celui de l'American Quarter Horse Association, qui permet aux poulains de Quarter/Pur-sang d'être enregistrés.

## Caractéristique

### Ouverture du registre
Avant d'être ouvert, les éleveurs doivent décrire les individus de leur race. Le type de la race est ainsi défini par des critères morphologiques, la couleur, les aptitudes physiques ou de production... 
Les individus prétendant à l'entrée dans le herd-book sont répertoriés. Ils doivent non seulement présenter les caractéristiques de la race, mais aussi prouver qu'ils les maintiennent dans le temps sur plusieurs générations. 
Après quelque temps d'observation, les animaux déviants sont éliminés et les individus les plus représentatifs peuvent entrer dans le registre.

### Inscription dans le registre
Les jeunes animaux doivent provenir de parents inscrits pour pouvoir prétendre à l'inscription. Mais également, ils doivent passer un examen visuel ou de performances montrant que les critères raciaux sont maintenus. Les individus recalés n'ont pas le droit d'être reproducteurs dans la race.

### Évolution de la race
Pour des besoins précis d'amélioration de critères raciaux, des croisements choisis et orientés peuvent avoir lieu. On ouvre ainsi le registre à des animaux métis. La race évolue donc par rapport à l'origine. Dans ce cas, certains éleveurs peuvent préférer continuer à travailler avec l'ancienne race, même moins performante. Si les différences deviennent trop importantes, il peut y avoir séparation des herd-book, donnant deux races à la même origine mais qui vont évoluer différemment.

## Maintien d'une race
Pour maintenir la stabilité sans risques de consanguinité, il est nécessaire de maintenir la population au-delà d'un certain seuil, autour d'un millier. 
Certains pays ne pouvant maintenir cette population, gardent un faible nombre d'individus mais congèlent un grand nombre de paillettes de semence voire d'embryons. Il est ainsi possible de faire intervenir un mâle mort depuis longtemps afin de régénérer la race.
Face à la disparition de la diversité génétique, des programmes de préservation ont été initiés en Europe puis par la FAO. Ils visent à créer des herd-books sur des races menacées et à maintenir une population suffisante pour être viable.
Cette technique a été utilisée pour gérer la consanguinité dans des populations faibles d'animaux sauvages. Ainsi, des introductions d'animaux ou d'insémination artificielle issue de zoos ou parcs animaliers permettent-elles de gérer ce problème.
Des études sur le génome d'espèces ont été entreprises afin de déterminer le lien entre les races et tracer un arbre généalogique de ces dernières. Ce travail va aussi permettre de créer de nouvelles races, sachant que l'intérêt est d'autant plus grand de croiser deux races qu'elles sont génétiquement éloignées.